# 弗拉多·塔内斯基
弗拉多·塔内斯基（1952年—2008年6月23日）是马其顿共和国一名报道罪案新闻的记者，也是一名连环杀手。他从事记者这一职业超过20年，期间报道了诸多罪案新闻。2008年6月，塔内斯基因涉嫌在马其顿西部的基切沃性侵并谋杀三名妇女而被捕，而他作为记者，曾经详细报道过这些谋杀案。这些案件的报道中包含了警方未向公众透露的重要信息，因此引发了警方的怀疑。经过DNA比对之后，警方确定他与这三桩谋杀案有关。2008年6月22日，警方正式逮捕并关押塔内斯基，同时提起两桩谋杀案的诉讼。次日，塔内斯基在囚室中自杀身亡。

## 个人生活
弗拉多·塔内斯基于1952年出生，作了20多年的记者。在犯下这一连环谋杀案时，他正在为斯科普里的《新马其顿》（ / Nova Makedonija）和《晨报》（ / Utrinski Vesnik）两家报纸工作。塔内斯基和妻子已经结婚31年，二人育有两个孩子。他的母亲生前曾是一名清洁工，母子之间的关系并不紧密，两人常常发生矛盾；而他的父亲则在1990年自杀身亡。在这之后，塔内斯基母子二人的关系更是急剧恶化。

## 犯案和自杀
2005年，马其顿共和国西部城市基切沃一名64岁妇女米特拉·西米雅诺斯卡（Митра Симјаноска，Mitra Simjanoska）遭到谋杀身亡；2007年2月，56岁妇女柳碧察·利基奧斯卡（Љубица Личоска，Ljubica Licoska）遇害身亡；2008年5月，又有一名65岁妇女齐瓦娜·泰梅爾克斯卡（Живана Темелкоска，Zivana Temelkoska）被害。三名被害人的身份都是贫困的清洁工，没有受过什么教育。三人在遇害前都遭到过反复殴打和性侵，尸体被装进塑料袋，抛尸在基切沃郊外的荒野。三桩案件手法和遇害人的特征都十分相似，应是同一人所为。警方注意到塔内斯基曾经详细报道过这三桩谋杀案，然而和其他报纸的报道不同，塔内斯基的文章中包含了警方并未向公众公开的细节。塔内斯基在文章中提到了三桩案件手法相似，受害人都曾被凶手用电话线捆住，尸体也是用电话线绑起来的，而此时警方并未将这一信息公之于众。这一细节引起了警方的注意。警方展开调查后发现，这三名被害人和塔内斯基母亲生前的职业相同，而且都与塔内斯基母亲认识。这一发现大大增加了塔内斯基的嫌疑。
随后，警方提取了塔内斯基的DNA并与尸体上的精液中的DNA相比对，发现两者DNA相匹配，确定这三桩谋杀案是他所为。警方还怀疑他可能与2003年一名78岁妇女戈里察·巴夫列斯卡（Горица Павлеска，Gorica Pavleska）的失踪有关。2008年6月22日，警方正式逮捕了塔内斯基，并提起两桩谋杀案的诉讼。第三桩案件的诉讼也在准备过程中。6月23日，塔内斯基被发现死在自己的囚室中。他是在水桶中淹死的，警方认定其死因为自杀。